# الشرجة (قارة)

تعديل مصدري - تعديل

الشرجة هي إحدى قرى عزلة قارة بمديرية قارة التابعة لمحافظة حجة، بلغ تعداد سكانها 873 نسمة حسب تعداد اليمن لعام 2004.